# Chiesa della Madonna Immacolata della Cintura
La chiesa della Madonna Immacolata della Cintura o di Santa Giusta si trova nella parte più antica della città di Atessa. È composta da una chiesa inferiore non più officiata ed una chiesa superiore, quella attuale, a cui si accede da un portale laterale su Via Menotti De Francesco. Possiede un impianto basilicale a tre navate con abside.

## Storia

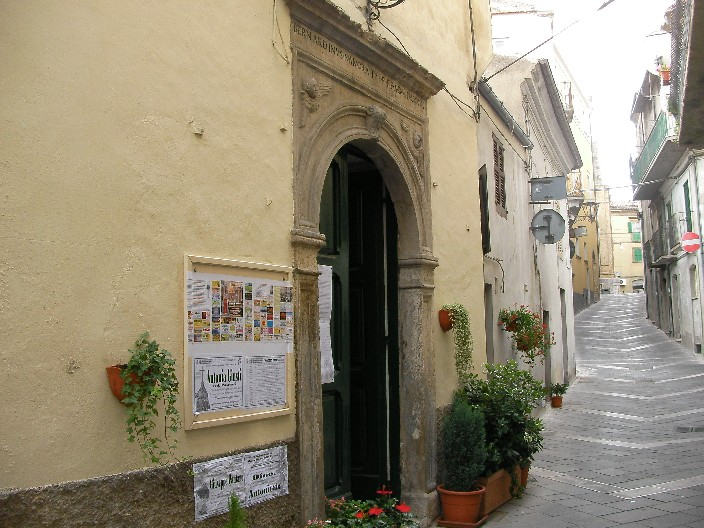
Il portale della chiesa superiore

La chiesa inferiore, intitolata alla Madonna dei Raccomandati esisteva già nella prima metà del XIV secolo.
Nel 1545, secondo lo storico locale Tommaso Bartoletti venne fatto in inventario dei beni della chiesa inferiore. Nello stesso anno nacque la confraternita dei Raccomandati.
La frammentarietà delle fonti documentarie non consentono di capire se la chiesa inferiore e la chiesa superiore siano state edificate nello stesso periodo o se quest'ultima sia costruita successivamente.
Nel 1576 la chiesa superiore fu oggetto di interventi di restauro grazie al contributo del devoto Bernardino Innamorato come testimoniato dall'iscrizione del portale d'ingresso.
Fonti bibliografiche affermano che agli inizi del Settecento la chiesa superiore fu restaurata e arricchita con parte degli arredi dell'antica chiesa di Santa Giusta a cui poi fu intitolato l'edificio.
Il 24 gennaio 1855 il sindaco iniziò una fitta corrispondenza per ottenere la chiesa inferiore che allora era sede della confraternita dei Raccomandati, la confraternita cessò di esistere.
Quando e come la chiesa inferiore, fu ceduta al comune, ed esso o chi per lui l'affitto ad un privato non vi sono notizie certe, ma la realtà di oggi è che la ex chiesa della madonna dei Raccomandati, di proprietà della chiesa è in uno stato totale di abbandono, e di degrado tanto da pregiudicare la stabilita della chiesa superiore.

## Descrizione
Esternamente la chiesa presenta linee architettoniche estremamente semplici che si confondono con gli edifici circostanti, caratterizzate dal portale in pietra, il campanile triangolare e due finestre a semicerchio.

### Chiesa superiore
La chiesa superiore di Santa Giusta, con ricche decorazioni a stucchi policromi, presenta la stessa pianta della chiesa inferiore ed è articolata in tre navate divise da pilastri. La navata centrale presenta una cupola ellittica con decorazioni a cassettoni, una lanterna centrale dodecagonale e piccole aperture ad arco acuto su colonnine, impostata su quattro pilastri cruciformi con capitelli corinzi sormontati da dado. I soffitti delle navate laterali sono realizzati con volte a vela su base trapezoidale e finestre laterali semicircolari. L'abside è coperta da una cupola semisferica su base quadrata. Sulle pareti vi sono due altari di epoca barocca, come anche gli arredi lignei, il pulpito, il confessionale e il coro.
Diverse sono le pitture, i reliquiari con ostensori, e le statue. Ciascuna volta della navata centrale, la volta del presbiterio, e le volte a botte di ciascuna campata delle navi laterali, possiedono un dipinto ottocentesco tempera che simboleggia gli attributi al santo dedicatario.
Presso la controfacciata, sotto la cantoria, si trovano tre nicchie con le statue delle Marie dolenti. La statua conocchia della Vergine Addolorata è più grande e si trova nella nicchia di centrale. Sulla navata di sinistra si trovano degli altari a tabernacolo in scagliola policroma dal gusto baroccheghiante, che ospitano le nicchie con le statue di San Sebastiano martire, incassato in un altare privilegiato, e un altare con delle reliquie di Sante dell'ordine francescano. Dei medaglioni in stucco con ritratfi di Sante clarisse riempiono la parete. 
Nella navata laterale destra, si trovano gli altari a tabernacolo con le statue di Santa Monica, Sant'Agostino e San Nicola da Tolentino. 
Presso il presbiterio c'è un grande tabernacolo a tempio sorretto da putti che ospita la statua della Madonna della Cintura, opera di Luigi Tenaglia di Orsogna, restaurata da Giacomo Falcucci. La nicchia del presbiterio è ornata da stucchi che creano un movimento di nuvole che terminano con il Monogramma Mariano, sorretto da angeli.

### Cantoria

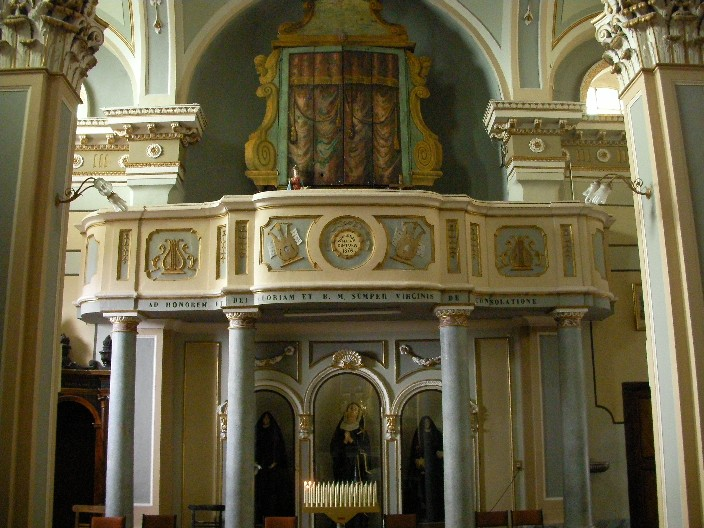
L'organo

La cantoria in muratura si trova all'inizio della navata. È sorretta da quattro colonne con capitelli finemente decorati. Presenta un parapetto mistilineo corniciato e decorato con strumenti musicali e motivi floreali. Al centro vi è un medaglione con un'iscrizione: "CONGREGA / DELLA / CINTURA / 1876".
Alla base della cantoria si trova un'altra scritta: "AD HONOREM ET DEI GLORIAM ET B. M. SEMPER VIRGINIS DE CONSOLATIONE".

### Organo
L'organo si trova sulla cantoria e risale al XVIII secolo. La presenza di due elementi caratteristici del costruttore molisano ovvero la particolare sagomatura dei modiglioni, la precisione degli intarsi presenti sul listello della tastiera e la particolare sagomatura dei piedi delle canne di legno fanno supporre quasi certamente che a realizzare l'organo fu Francesco D'Onifrio da Caccavone (l'odierno Poggio Sannita). È rinchiuso in una cassa indipendente a due ante decorate con riproduzioni pittoriche di drappeggi.

### Chiesa inferiore
La chiesa inferiore, dedicata a Santa Maria dei Raccomandati, è realizzata in laterizio con una planimetria semplice trapezoidale, divisa in quattro campate con soffitti a crociera, impostate su archi a tutto sesto, con alcune colonne indipendenti dall'impianto della chiesa, costruite per sostenere i pilastri della chiesa superiore, con cui sono in corrispondenza.
Non è officiata, ed è aperta solamente in precise occasioni.

## Galleria d'immagini

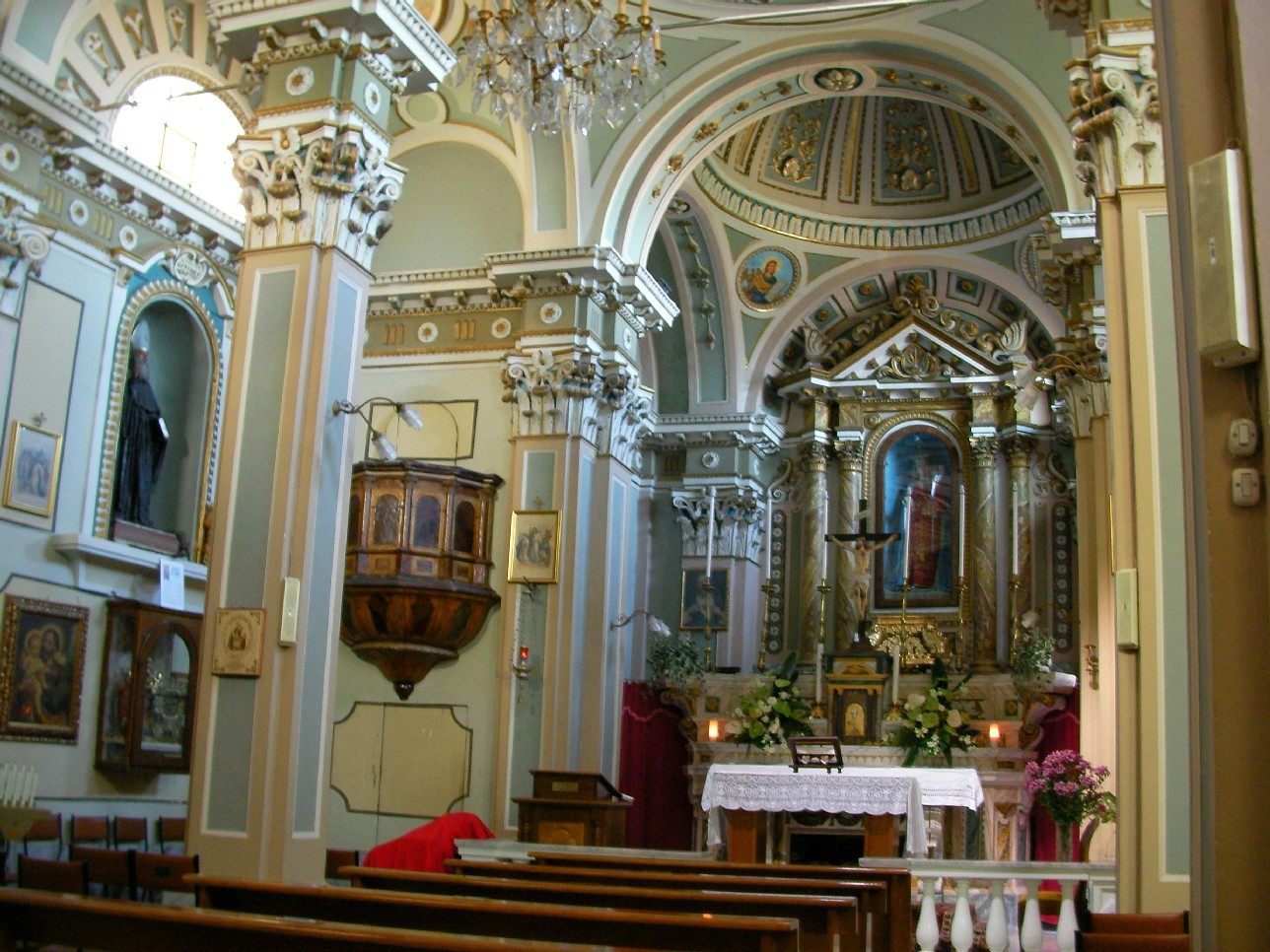
L'interno
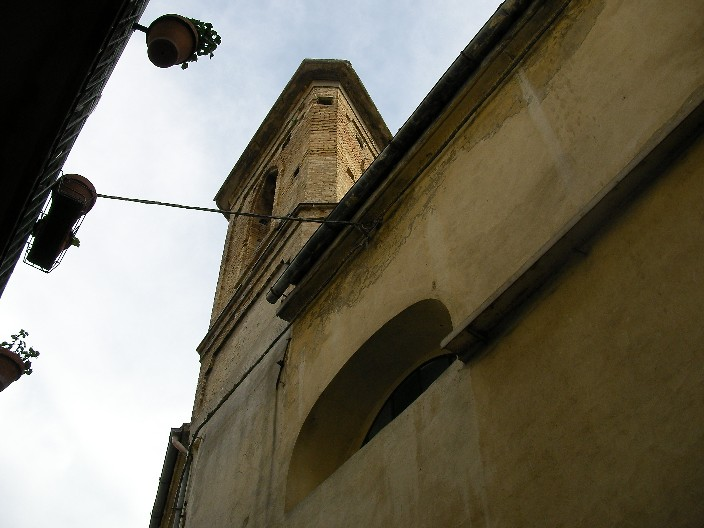
Il lato sinistro e il campanile

## Fonti
- Sangroaventino: Chiesa della Madonna Immacolata della Cintura o di Santa Giusta, su sangroaventino.it. URL consultato il 25 novembre 2008 (archiviato dall'url originale il 7 marzo 2016). collegamento interrotto
- Organo della chiesa della Madonna della Cintura e di S. Giusta, su regione.abruzzo.it. URL consultato il 25 novembre 2008 (archiviato dall'url originale il 7 marzo 2016).